# Ordensburg Neu-Kirchholm
Die Ordensburg Kirchholm (lettisch Salaspils viduslaiku pils, lateinisch castrum Holme) war eine Ordensburg des Livländischen Ordens, errichtet etwas südlich der Stadt Salaspils (deutsch Kirchholm) am Ufer der Düna. Durch die Aufstauung der Düna ist die Burg, bis auf wenige Mauerreste, vollständig von Wasser bedeckt.
Die Ordensburg Neu-Kirchholm darf nicht mit der bischöflichen Burg Holme verwechselt werden, die 1186 auf der Dünainsel Mārtiņsala (deutsch Martinsholm oder Holme) errichtet wurde und bis zu ihrer Zerstörung 1298 ebenfalls Burg Kirchholm genannt wurde.

## Geschichte

Grundriss der Burg Neu-Kirchholm nach Karl von Löwis of Menar

Der Name der Burg rührt von der 1298 zerstörten Burg Holme des Bistums Riga, die auf der Dünainsel Martinsholm lag. Heinrichs Livländische Chronik erwähnt eine Burg auf einer Insel (Holme).
Der Livländische Orden errichtete am rechten Ufer der Düna eine neue Steinburg mit der erstmals 1380 erwähnten Georgskirche. Ein Vogt der Burg Neu-Kirchholm wird 1423 und 1485 und ein Drost 1543 genannt. Am 30. November 1452 wurde auf der Burg der Kirchholmer Vertrag zwischen dem Orden und dem Erzbischof über die Herrschaft über Riga abgeschlossen.
Truppen aus Riga brannten die Burg am 28. August 1577 nieder und schleiften sie ein paar Tage später, um sie nicht in die Hände russischer Truppen fallen zu lassen.
Durch den Bau des Rīgas-Wasserkraftwerks in den 1970er Jahren wurden die Düna aufgestaut und infolgedessen die Burg Neu-Kirchholm überflutet.

## Beschreibung der Burg
Die Burg Neu-Kirchholm, bestehend aus einer Hauptburg und einer östlich vorgelagerten Vorburg, wurde am nördlichen Steilufer der Düna ca. 10 m über dem Fluss-Wasserspiegels erbaut. Die Hauptburg wurde als viereckige Kastellburg mit einer Fläche von etwa 40 × 30 m angelegt und war umgeben von einer 1,8 m dicken Ringmauer aus Kalkstein. Innerhalb der Burg waren an der Nordwest-, Nordost- und Südostseite der Mauer Holzgebäude angebaut, die im Zentrum der Anlage einen Innenhof (17 × 19 m) bildeten. An der Südwestseite (Fluss) gab es nur ein kleineres Gebäude bzw. den Anbau neben dem Nordwestflügel. An der Westecke der Hauptburg befand sich ein achteckiger Wehrturm, der aus der Wehrmauer hervorstand und mit dieser über lediglich eine seiner acht Seiten verbunden war. Das Tor befand sich zunächst vermutlich auf halber Höhe des Nordwestflügels und war mit einer einziehbaren Brücke ausgestattet. So konnte der Turm den Eingang zum Burghof schützen, den Verkehr auf dem Fluss kontrollieren und den Burggraben im Vordergrund der Burg sichern. 
In Vorbereitung auf den Krieg mit Moskau wurde die Burg im 15. und im ersten Viertel des 16. Jahrhunderts durch eine neue äußere Wehrmauer erweitert, die die älteren Holz- und Erdbefestigungen ersetzte. Durch das Aufkommen von Schusswaffen wurden zwei massive runde Kanonentürme errichtet, einer direkt an die Ostecke der Hauptburg und einer vor der Nordecke. An der West-, Nord- und Nordostseite entstand so ein Zwinger, der auf der einen Seite mit dem achteckigen Hauptturm und auf der anderen Seite mit einem spätmittelalterlichen Kanonenturm abgeschlossen war. Das Haupttor wurde daraufhin auf die südöstliche Seite verlegt und führte in die vierseitige Vorburg. Der Zugang zur Anlage wurde durch eine halbkreisförmige Bastion im äußersten Südosten der Vorburg geschützt.